# Алексис (фудбалер, 1985)
Алексис Руано Делгадо (шп. Alexis Ruano Delgado; рођен 4. августа 1985), познатији као Алексис, је шпански професионални фудбалер који игра за Ал Али. Углавном игра на позицији централног бека, а може играти и у задњој линији.
У Ла Лиги је скупио укупно 269 утакмица и 14 голова за 13 сезона, представљајући екипе Малаге, Хетафе, Валенсије и Севиље.

## Клупска каријера

### Малага / Хетафе
Рођен у Малаги, Алексис се прикључио Хетафе ФК из Малаге ФК сезоне 2006-2007, за 2,5 милиона евра вредан трасфер. Играо је за Андалужански клуб три године, након дужег играња за Б-тим, две сезоне у другој дивизији, први пут је заиграо за прву екипу 15. фебруара 2004, одигравши осам минута у победи од 5-2 против ФК Еспањол.
Алексис је постигао победоносни гол против Реал Мадрида, у победи од 1-0 14. октобра 2006, и био је уврштен те сезоне у најбољу одбрамбену линију лиге (само 33 гола у 38 мечева).

### Валенсија
У априлу 2007, Валенсија потписује са Алексисом за 6,5 милиона евра на Местаља Стадону уговор до 2013, победивши конкуренцију из Реал Мадрида. Након што је провео већину времена ван терена због повреде зглоба, помаже екипи у освајању Копа дел Реј, постизањем другог гола у победи над Хетафеом у финалу, након што је Хуан Мата постигао почетни погодак.
14. септембра 2008. Алексис, који је започео сезону са Раулом Албиолом задњим-везним партнером, постиже погодак против Уд Алмериа за нерешених 2-2, али је опет провео два месеца ван терена због повреде.

### Севиља/Повратак у Хетафе
24. августа 2010, Алексис се придружио ФК Севиљи за 5 милиона евра, потписао је уговор на 6 година са Ројибланкос као замена за Арсеналово појачање Себастијан Сквилаћи. Појавио се у 21 првенствених мечева у првој години (26 укупно) када је тим завршио као пети и квалификовао се за УЕФА Европску Лигу.
У трећој утакмици сезоне 2011-2012, а његовој првој - Алексис је спасио бод постигавши гол главом за Севиљу у 86. минуту против ФК Виљареала (2-2). Он је био тек четврти од пет штопера код његовог новог тренера Марселињо Гарсија Торала, било како било, крајем фебруара 2012, иако је зимски прелазни рок одавно завршен, дозвољено му је да се бившем клубу - Хетафе придружи на зајам до краја сезоне. Премештај је продужен за целу 2012-2013.
У лето 2013, Алексис је пристао на привремени договор од 4 године. Наставио је да буде неприкосновени стартер, све док је био здрав, али пропустио је пар утакмица док је био суспендован.

### Бешикташ
21. јануара 2016, када је имао 30 година, Алексис је премештен у иностранство по први пут, придружио се ФК Бешикташу у Турској Суперлиги за 2 милиона евра. Након 3-3 у гостима против Акисара Беледиеспора 23. априла, његово лоше наступање довело је до критика и оптужби да је меч намештен.

### Алавеш
Дана 29. јула 2016. Алексис се вратио у Шпанију и то у врхунској форми, потписавши за ново промовисани клуб Депортиво Алавеш.

## Успеси

### Клупски
Хетафе
- Копа дел Реј – другопласирани: 2006/07.

Валенсија
- Копа дел Реј: 2007/08.

Бешикташ
- Суперлига Турске: 2015-16

Алавес
- Копа дел Реј – другопласирани: 2016/17.

### Репрезентативни
- Европско првенство до 19 година: 2004
- Светско првенство до 20 година – другопласирани: 2003

### Индивидуални
- Ла Лига: 2006/07.